# Rileya heterogaster
Rileya heterogaster is een vliesvleugelig insect uit de familie Eurytomidae. De wetenschappelijke naam is voor het eerst geldig gepubliceerd in 1918 door Gahan.